# 戦傷病者特別援護法
戦傷病者特別援護法（せんしょうびょうしゃとくべつえんごほう、昭和38年8月3日法律第168号）は、軍人軍属等であった者の公務上の傷病に関して療養の給付等の援護に関する日本の法律である。
1963年（昭和38年）8月3日に公布。